# Marian Hoffmann
Marian Hoffmann (ur. 23 października 1916 w Orliczku, zm. 1 stycznia 1982 w Łodzi) – polski lekkoatleta, wielokrotny mistrz Polski, później trener lekkoatletyczny.
Startował zarówno przed II wojną światową, jak i po niej. Specjalizował się w skokach, choć startował również w innych konkurencjach lekkoatletycznych. W akademickich mistrzostwach świata w 1937 w Paryżu zajął 4. miejsce w skoku w dal, a w skoku wzwyż nie zakwalifikował się do finału.
Odniósł wiele sukcesów w mistrzostwach Polski. Przed II wojną światową zwyciężył w skoku w dal i w trójskoku w 1937, a w 1938 zdobył w tych konkurencjach i w sztafecie 4 × 100 m srebrne medale. Po wojnie był mistrzem Polski w trójskoku w  1946 i 1949, wicemistrzem w skoku w dal w 1946 i w trójskoku w 1950 i brązowym medalistą w trójskoku w  1951. Był też złotym medalistą halowych mistrzostw Polski w skoku w dal w 1938 i w trójskoku w 1950, srebrnym medalistą w  sztafecie 6 × 50 m w 1937 i w trójskoku w 1938 oraz brązowym medalistą w skoku w dal w  1937.
W latach 1938–1951 wystąpił w siedmiu meczach reprezentacji Polski (10 startów), odnosząc 1 zwycięstwo indywidualne (w 1950 w trójskoku).
Rekordy życiowe:
- skok w dal – 7,15 m (23 lipca 1938. Warszawa)[4]
- trójskok – 14,685 m (9 maja 1937, Kraków)
- skok wzwyż – 1,75 m (24 października 1937, Poznań)
- pchnięcie kulą – 13,44 m (26 maja 1937, Poznań)

Był zawodnikiem Warty Poznań (1929-1935), AZS Poznań (1936–1939), Victorii Częstochowa (1946-1948) i Kolejarza Katowice (1949-1952).
Od 1949 był trenerem. Pracował w Kolejarzu Katowice (1950-1957), Starcie Katowice (1957-1958), PZLA (1958-1959) i Zrzeszeniu „Start” (od 1959). Był trenerem kadry olimpijskiej w skoku w dal i trójskoku w okresie Wunderteamu. Jego wychowankami byli m.in. Zbigniew Iwański, Henryk Grabowski i Kazimierz Kropidłowski.
Jego starszym bratem był Karol Hoffmann, również czołowy lekkoatleta i trener lekkoatletyczny.
Został pochowany na cmentarzu komunalnym Doły w Łodzi (kwatera: XXII, rząd: 18, grób: 30).